# Nylanderia fulva
Nylanderia fulva is een mierensoort uit de onderfamilie van de schubmieren (Formicinae). De wetenschappelijke naam van de soort is voor het eerst geldig gepubliceerd in 1862 door Gustav Mayr.
De soort komt voor in Zuid-Amerika; de typelocatie is Brazilië. Maar ze heeft zich als een invasieve soort verspreid tot in Noord-Amerika. Rond 2002 werd een grote populatie van een nog onbekende mierensoort aangetroffen nabij Houston (Texas). Men noemde die de Rasberry Crazy Ant, naar de ontdekker Tom Rasberry. De soort verspreidde zich snel langs de kuststreek van de Golf van Mexico. Ze is ook al aangetroffen in het zuiden van de staten Mississippi en Louisiana. In 2012 werd ze geïdentificeerd als Nylanderia fulva.
In Noord-Amerika komt Nylanderia fulva in competitie met een andere agressieve invasieve soort, de rode vuurmier (Solenopsis invicta). Wanneer het tot een confrontatie komt tussen beide soorten, besproeit S. invicta N. fulva met een lipofiel alkaloïdehoudend gif. N. fulva wrijft zichzelf dan in met eigen mierenzuur als tegengif. De combinatie vormt een ionische vloeistof. Dit is de eerste in de natuur voorkomende ionische vloeistof die werd gerapporteerd.